# کفرود
کفرود، روستایی از توابع بخش رودشت شهرستان ورزنه در استان اصفهان ایران است.

## جمعیت
این روستا در دهستان کفرود قرار دارد و براساس سرشماری مرکز آمار ایران در سال ۱۳۸۵، جمعیت آن ۱۹۰۰ نفر (950خانوار) بوده‌است.